# Stuart Ripley
Pour les articles homonymes, voir Ripley.
Stuart Ripley, né le 20 novembre 1967 à Middlesbrough, est un footballeur international anglais, qui jouait au poste de milieu offensif.
Son fils, Connor Ripley, est un footballeur professionnel.

## Biographie

### Carrière en club
Avec le club du Blackburn Rovers, Stuart Ripley dispute 5 matchs en Ligue des champions, et deux matchs en Coupe de l'UEFA.

### Carrière internationale
Stuart Ripley compte deux sélections avec l'équipe d'Angleterre entre 1993 et 1997.
Il est convoqué pour la première fois en équipe d'Angleterre par le sélectionneur national Graham Taylor, pour un match des éliminatoires de la Coupe du monde 1994 contre Saint-Marin le 17 novembre 1993. Le match se solde par une victoire 7-1 des anglais. 
Il reçoit sa dernière sélection le 10 septembre 1997 lors d'un match des éliminatoires de la Coupe du monde 1998 contre la Moldavie. Le match se solde par une victoire 4-0 des anglais.

## Palmarès
- Avec le Blackburn Rovers
  - Champion d'Angleterre en 1995